# بیژن صفاری

صفاری (جلو، ردیف اول) و اعضای کارگاه نمایش

بیژن صفاری (زاده ۱۹۳۳ – درگذشته ۲۰۱۹) روشنفکر، نقاش و معمار ایرانی و استاد سابق دانشکدهٔ هنرهای تزیینی بود. او از جمله مدیران و سیاستگذاران ارشد فرهنگی و هنری دورهٔ پهلوی و از نزدیکان فرح دیبا بود.

## اوایل زندگی و تحصیلات
صفاری در ۱۹۳۳ در تهران متولد شد. او فرزند تیمسار سناتور محمدعلی صفاری بود. صفاری در بوزار و مدرسه ویژه معماری در سوییس و فرانسه تحصیل کرد و در ۱۹۵۹ به ایران برگشت و شرکت معماری خود را به راه انداخت. فعالیت‌های هنری خود را با نقاشی آغاز کرد.

## فعالیت‌ها
او در دانشگاه تهران معماری تدریس می‌کرد و از اعضای هیئت امنای بنیاد شهبانو فرح بود. بیژن صفاری مشاور سازمان رادیو و تلویزیون ملی ایران (۱۳۵۶–۱۳۴۴) بود. او طراح مجموعه تئاتر شهر و بوستان دانشجو در تهران است. او در کنار مارکو گریگوریان، سیراک ملکنیان، سهراب سپهری، پرویز تناولی و منوچهر شیبانی از اعضای «گروه هنرمندان معاصر» بود. صفاری عضو تیم برنامه‌ریز جشن هنر شیراز و مسئول تئاتر آن بود. او مدیریت هنری کارگاه نمایش رادیو و تلویزیون ملی ایران را بر عهده داشت.

## نقاشی
انگیزهٔ اصلی صفاری برای نقاشی یک کشش عاطفی به متریال‌های در اختیار اوست؛ از جمله نوشت‌افزار، کاغذهای سفید، به مدادرنگی‌ها، آبرنگها، و رنگ‌های اکرلیک و تأثیر رنگ‌های جامد و مایع بر سطح کاغذ. مهم‌ترین ویژگی آثار وی رفتارش با اشیا و روابط آن‌ها است. اشیای آشنا را در کنار یا بر روی هم تصویر می‌کند. تابلوهای او که بر روی هم بسیار جدی و دقیق اجرا شده‌اند، عمداً با نهادن اثر فنجان‌های قهوه و با کشیدن خطوطی «باطل‌کننده» آثار رازآلود، پیچیده و استادانهٔ بیژن صفاری در قلمرو آن «خطّ سوم» به شمس تبریزی که «نه خود خواندی نه دیگری» شبیه‌اند. او نقش زیادی در پرورش فکر رضا قاسمی داشته‌است.

## زندگی شخصی
بیژن صفاری همجنسگرا بود.
بیژن از معدود کسانی بود که در زمان خودش آشکارسازی کرد. در سال ۱۳۵۶ مراسم ازدواجش را با سهراب محوی در هتل کمودور تهران برگزار کرد.
بیژن صفاری همچنین طراح مجسمه‌های پارک دانشجوی تهران است که طرح چهار مرد همجنسگراست که کنار هم ایستاده‌اند.

## درگذشت
بیژن صفاری، روز دوشنبه دوم اردیبهشت ۱۳۹۸، ۲۲ آوریل ۲۰۱۹ در سن ۸۶ سالگی در شهر پاریس درگذشت.